# Liste des monuments historiques de l'arrondissement de Bergerac

Localisation de l'arrondissement de Bergerac en Dordogne en 2017.

Cet article recense les monuments historiques de l'arrondissement de Bergerac, dans le département de la Dordogne, en France.

## Statistiques
Au 31 décembre 2016, l'arrondissement de Bergerac, au sud et au sud-ouest du département de la Dordogne, concentre 179 édifices protégés au titre des monuments historiques (20 % du total du département), dont 30 pour la seule commune de Monpazier.
En 2013, l'inscription du domaine du château de Bridoire (édifice déjà classé sur la commune de Ribagnac), est étendue aux communes de Rouffignac-de-Sigoulès et de Singleyrac.

## Liste
La liste recense les monuments historiques, classés par ordre alphabétique des communes, c'est-à-dire sans tenir compte de l'éventuel article « Le, La, Les ou L' » : toutes les communes commençant par « La Chapelle » sont donc classées dans les « C ». Elle précise entre parenthèses les communes nouvelles de 2016 et 2017, et intègre les modifications de limites d'arrondissements de 2017.
Les communes ayant au moins vingt monuments historiques font l'objet d'une liste séparée :
- liste des monuments historiques de Monpazier.

- Haut – A
- B
- C
- D
- E
- F
- G
- H
- I
- J
- K
- L
- M
- N
- O
- P
- Q
- R
- S
- T
- U
- V
- W
- X
- Y
- Z

| Monument | Commune                                        | Adresse                                               | Coordonnées                                       | Notice                                            | Protection                                        | Date                                              | Illustration |
| --- | ---------------------------------------------- | ----------------------------------------------------- | ------------------------------------------------- | ------------------------------------------------- | ------------------------------------------------- | ------------------------------------------------- | --- |
| Canal de Lalinde (aqueduc du port de Lanquais) | Baneuil                                        |                                                       | 44° 50′ 18″ nord, 0° 40′ 36″ est                  | « PA24000002 »                                    | Inscription                                       | 1996                                              | Canal de Lalinde (aqueduc du port de Lanquais) |
| Canal de Lalinde (écluse de la Borie-Basse) | Baneuil                                        |                                                       | 44° 50′ 15″ nord, 0° 40′ 49″ est                  | « PA24000001 »                                    | Inscription                                       | 1996                                              | Canal de Lalinde (écluse de la Borie-Basse) |
| Église Saint-Étienne | Baneuil                                        |                                                       | 44° 51′ 11″ nord, 0° 41′ 25″ est                  | « PA00082335 »                                    | Inscription                                       | 1948                                              | Église Saint-Étienne |
| Château de Baneuil | Baneuil                                        |                                                       | 44° 51′ 09″ nord, 0° 41′ 24″ est                  | « PA00082334 »                                    | Inscription                                       | 1946                                              | Château de Baneuil |
| Château de Bardou | Bardou                                         |                                                       | 44° 44′ 14″ nord, 0° 41′ 21″ est                  | « PA00082336 »                                    | Inscription                                       | 1948                                              | Château de Bardou |
| Gisement de la Gravette | Bayac                                          |                                                       | 44° 48′ 16″ nord, 0° 43′ 56″ est                  | « PA00082339 »                                    | Classement                                        | 1945                                              | Gisement de la Gravette |
| Château de Bayac (tour circulaire) | Bayac                                          |                                                       | 44° 48′ 14″ nord, 0° 43′ 44″ est                  | « PA00082338 »                                    | Inscription                                       | 1970                                              | Château de Bayac(tour circulaire) |
| Marché couvert de Beaumont-du-Périgord | Beaumont-du-Périgord (Beaumontois en Périgord) | place Jean-Moulin (place des Cornières)               | 44° 46′ 08″ nord, 0° 46′ 02″ est                  | « PA00082354 »                                    | Inscription                                       | 1952                                              | Marché couvert de Beaumont-du-Périgord |
| Maison à cornière | Beaumont-du-Périgord (Beaumontois en Périgord) | 14 place Jean-Moulin (place des Cornières)            | 44° 46′ 07″ nord, 0° 46′ 03″ est                  | « PA00082347 »                                    | Inscription                                       | 1952                                              | Maison à cornière |
| Maison à cornière | Beaumont-du-Périgord (Beaumontois en Périgord) | 16 place Jean-Moulin (place des Cornières)            | 44° 46′ 07″ nord, 0° 46′ 02″ est                  | « PA00082346 »                                    | Inscription                                       | 1952                                              | Maison à cornière |
| Maison à cornières | Beaumont-du-Périgord (Beaumontois en Périgord) | 11 place Jean-Moulin (place des Cornières) rue Romieu | 44° 46′ 07″ nord, 0° 46′ 03″ est                  | « PA00082345 »                                    | Inscription                                       | 1952                                              | Maison à cornières |
| Maison à cornière | Beaumont-du-Périgord (Beaumontois en Périgord) | 2 place Jean-Moulin (place des Cornières) rue Romieu  | 44° 46′ 08″ nord, 0° 46′ 04″ est                  | « PA00082344 »                                    | Inscription                                       | 1952                                              | Maison à cornière |
| Maison à cornière | Beaumont-du-Périgord (Beaumontois en Périgord) | 8 place Jean-Moulin (place des Cornières) rue Ratier  | 44° 46′ 08″ nord, 0° 46′ 02″ est                  | « PA00082343 »                                    | Inscription                                       | 1952                                              | Maison à cornière |
| Château de Bannes | Beaumont-du-Périgord (Beaumontois en Périgord) | R.D. 660                                              | 44° 47′ 41″ nord, 0° 44′ 57″ est                  | « PA00082340 »                                    | Classement                                        | 2002                                              | Château de Bannes |
| Maison | Beaumont-du-Périgord (Beaumontois en Périgord) | rue Féliciane 2 rue Ratier                            | 44° 46′ 11″ nord, 0° 46′ 00″ est                  | « PA00082353 »                                    | Inscription                                       | 1952                                              | Maison |
| Porte de Luzier | Beaumont-du-Périgord (Beaumontois en Périgord) |                                                       | 44° 46′ 08″ nord, 0° 46′ 01″ est                  | « PA00082355 »                                    | Inscription                                       | 1952                                              | Porte de Luzier |
| Maisons | Beaumont-du-Périgord (Beaumontois en Périgord) | rue Féliciane 4-6 rue Ratier                          | 44° 46′ 10″ nord, 0° 46′ 00″ est                  | « PA00082352 »                                    | Inscription                                       | 1952                                              | Maisons |
| Maisons | Beaumont-du-Périgord (Beaumontois en Périgord) | rue Féliciane 8-10 rue Ratier                         | 44° 46′ 09″ nord, 0° 46′ 01″ est                  | « PA00082351 »                                    | Inscription                                       | 1952                                              | Maisons |
| Maison | Beaumont-du-Périgord (Beaumontois en Périgord) | rue Féliciane 12 rue Ratier                           | 44° 46′ 09″ nord, 0° 46′ 01″ est                  | « PA00082350 »                                    | Inscription                                       | 1952                                              | Maison |
| Maison | Beaumont-du-Périgord (Beaumontois en Périgord) | rue Féliciane 10 place Jean-Moulin                    | 44° 46′ 08″ nord, 0° 46′ 01″ est                  | « PA00082349 »                                    | Inscription                                       | 1952                                              | Maison |
| Maison | Beaumont-du-Périgord (Beaumontois en Périgord) | rue Féliciane 12 place Jean-Moulin                    | 44° 46′ 08″ nord, 0° 46′ 01″ est                  | « PA00082348 »                                    | Inscription                                       | 1952                                              | Maison |
| Église Saint-Laurent-et-Saint-Front | Beaumont-du-Périgord (Beaumontois en Périgord) | rue de l'Église rue Romieu                            | 44° 46′ 09″ nord, 0° 46′ 05″ est                  | « PA00082342 »                                    | Classement                                        | 1909                                              | Église Saint-Laurent-et-Saint-Front |
| Château de Luzier | Beaumont-du-Périgord (Beaumontois en Périgord) |                                                       | 44° 46′ 21″ nord, 0° 45′ 02″ est                  | « PA00082341 »                                    | Inscription                                       | 2009                                              | Château de Luzier |
| Immeuble (ancien commissariat de police) | Bergerac                                       | place Doublet ; place du Cayla                        | 44° 51′ 05″ nord, 0° 29′ 02″ est                  | « PA00082376 »                                    | Inscription                                       | 1948                                              | Immeuble (ancien commissariat de police) |
| Vieille auberge | Bergerac                                       | 27, 29 rue des Fontaines ; 3 rue Gaudra               | 44° 51′ 05″ nord, 0° 29′ 02″ est                  | « PA00082377 »                                    | Inscription                                       | 1948                                              | Vieille auberge |
| Château Henri IV | Bergerac                                       | rue des Rois-de-France                                | 44° 50′ 59″ nord, 0° 29′ 01″ est                  | « PA00082372 »                                    | Inscription                                       | 1947                                              | Château Henri IV |
| Petite Mission de Bergerac ou ancien Séminaire | Bergerac                                       | 1, 3 rue Saint-Jacques                                | 44° 51′ 04″ nord, 0° 28′ 57″ est                  | « PA00082378 »                                    | Inscription                                       | 1984                                              | Petite Mission de Bergerac ou ancien Séminaire |
| Église Notre-Dame | Bergerac                                       | rue Sainte-Catherine                                  | 44° 51′ 15″ nord, 0° 29′ 01″ est                  | « PA24000029 »                                    | Classement                                        | 2002                                              | Église Notre-Dame |
| Maison Pic | Bergerac                                       |                                                       | 44° 50′ 28″ nord, 0° 29′ 38″ est                  | « PA24000065 »                                    | Inscription                                       | 2008                                              | Maison Pic |
| Église Saint-Jacques | Bergerac                                       |                                                       | 44° 51′ 05″ nord, 0° 28′ 59″ est                  | « PA00082375 »                                    | Inscription                                       | 1984                                              | Église Saint-Jacques |
| Château de Mounet-Sully | Bergerac                                       |                                                       | 44° 52′ 12″ nord, 0° 27′ 25″ est                  | « PA00082374 »                                    | Inscription                                       | 1975                                              | Château de Mounet-Sully |
| Château de Lespinassat | Bergerac                                       |                                                       | 44° 49′ 47″ nord, 0° 29′ 37″ est                  | « PA00082373 »                                    | Inscription                                       | 1989                                              | Château de Lespinassat |
| Église Notre-Dame-du-Bourg | Biron                                          |                                                       | 44° 37′ 49″ nord, 0° 52′ 25″ est                  | « PA00082387 »                                    | Classement                                        | 1961                                              | Église Notre-Dame-du-Bourg |
| Château de Biron | Biron                                          |                                                       | 44° 37′ 55″ nord, 0° 52′ 20″ est                  | « PA00082386 »                                    | Inscription Classement                            | 1992 1928                                         | Château de Biron |
| Église Saint-Jean de Bonneville | Bonneville-et-Saint-Avit-de-Fumadières         |                                                       | 44° 52′ 31″ nord, 0° 05′ 30″ est                  | « PA00082388 »                                    | Inscription                                       | 1986                                              | Église Saint-Jean de Bonneville |
| Presbytère de Bouniagues | Bouniagues                                     |                                                       | 44° 45′ 32″ nord, 0° 31′ 38″ est                  | « PA00082390 »                                    | Inscription                                       | 1948                                              | Presbytère de Bouniagues |
| Gisement solutréen du Malpas | Bourniquel                                     |                                                       | 44° 47′ 49″ nord, 0° 45′ 26″ est                  | « PA00082400 »                                    | Classement                                        | 1927                                              | Image manquante Téléverser |
| Gisement des Champs-Blancs (ou Jean-Blancs) | Bourniquel                                     |                                                       | 44° 47′ 58″ nord, 0° 44′ 51″ est                  | « PA00082399 »                                    | Classement                                        | 1944                                              | Gisement des Champs-Blancs (ou Jean-Blancs) |
| Grotte de Cussac | Le Buisson-de-Cadouin                          |                                                       | 44° 49′ 47″ nord, 0° 50′ 54″ est                  | « PA24000033 »                                    | Classement                                        | 2002                                              | Grotte de Cussac |
| Manoir de la Bourgonie | Le Buisson-de-Cadouin                          |                                                       | 44° 50′ 16″ nord, 0° 55′ 35″ est                  | « PA00082422 »                                    | Inscription                                       | 1965                                              | Image manquante Téléverser |
| Halle de Cadouin | Le Buisson-de-Cadouin                          | Cadouin                                               | 44° 48′ 41″ nord, 0° 52′ 24″ est                  | « PA00082421 »                                    | Classement                                        | 1976                                              | Halle de Cadouin |
| Église Saint-Barthélemy de Salles-de-Cadouin | Le Buisson-de-Cadouin                          | Salles                                                | 44° 46′ 39″ nord, 0° 51′ 46″ est                  | « PA00082418 »                                    | Inscription                                       | 1974                                              | Église Saint-Barthélemy de Salles-de-Cadouin |
| Église Saint-Pierre-ès-Liens de Cabans | Le Buisson-de-Cadouin                          | Cabans                                                | 44° 51′ 00″ nord, 0° 55′ 16″ est                  | « PA00082417 »                                    | Inscription                                       | 1970                                              | Église Saint-Pierre-ès-Liens de Cabans |
| Ancienne abbaye de Cadouin | Le Buisson-de-Cadouin                          | Cadouin                                               | 44° 48′ 41″ nord, 0° 52′ 26″ est                  | « PA00082415 »                                    | Inscription Classement                            | 1927 1840                                         | Ancienne abbaye de Cadouin |
| Église Saint-Pierre de Carsac | Carsac-de-Gurson                               |                                                       | 44° 56′ 46″ nord, 0° 05′ 28″ est                  | « PA00082440 »                                    | Classement                                        | 1940                                              | Église Saint-Pierre de Carsac |
| Ruines du château de Gurson | Carsac-de-Gurson                               |                                                       | 44° 56′ 20″ nord, 0° 04′ 52″ est                  | « PA00082439 »                                    | Inscription                                       | 1948                                              | Ruines du château de Gurson |
| Église Notre-Dame de l'Assomption | Cause-de-Clérans                               |                                                       | 44° 51′ 59″ nord, 0° 40′ 32″ est                  | « PA00082454 »                                    | Inscription                                       | 1948                                              | Église Notre-Dame de l'Assomption |
| Château de Clérans | Cause-de-Clérans                               |                                                       | 44° 51′ 46″ nord, 0° 40′ 00″ est                  | « PA00082453 »                                    | Inscription                                       | 1948                                              | Château de Clérans |
| Château de la Jaubertie | Colombier                                      |                                                       | 44° 46′ 30″ nord, 0° 31′ 10″ est                  | « PA24000042 »                                    | Inscription                                       | 2004                                              | Château de la Jaubertie |
| Église Saint-Pierre et Saint-Paul | Colombier                                      |                                                       | 44° 46′ 29″ nord, 0° 31′ 34″ est                  | « PA00082492 »                                    | Inscription                                       | 1948                                              | Église Saint-Pierre et Saint-Paul |
| Église Saint-Laurent et Saint-Martin | Conne-de-Labarde                               |                                                       | 44° 46′ 48″ nord, 0° 33′ 16″ est                  | « PA24000081 »                                    | Inscription                                       | 2013                                              | Église Saint-Laurent et Saint-Martin |
| Chapelle Saint-Front de Colubri | Couze-et-Saint-Front                           |                                                       | 44° 49′ 59″ nord, 0° 44′ 25″ est                  | « PA24000091 »                                    | Inscrit                                           | 2015                                              | Chapelle Saint-Front de Colubri |
| Grotte préhistorique de la Cavaille | Couze-et-Saint-Front                           |                                                       | 44° 48′ 39″ nord, 0° 43′ 09″ est                  | « PA24000058 »                                    | Inscription                                       | 2007                                              | Image manquante Téléverser |
| Anciennes papeteries de Couze-et-Saint-Front | Couze-et-Saint-Front                           |                                                       | 44° 49′ 48″ nord, 0° 42′ 08″ est                  | « PA00083076 »                                    | Inscription                                       | 1989                                              | Anciennes papeteries de Couze-et-Saint-Front |
| Moulin de Larroque | Couze-et-Saint-Front                           |                                                       | 44° 49′ 38″ nord, 0° 42′ 19″ est                  | « PA24000082 »                                    | Inscription                                       | 2013                                              | Moulin de Larroque |
| Domaine du château de Tiregand | Creysse                                        |                                                       | 44° 51′ 22″ nord, 0° 33′ 02″ est                  | « PA24000040 »                                    | Inscription                                       | 2002                                              | Domaine du château de Tiregand |
| Château de Pouthet | Eymet                                          |                                                       | 44° 40′ 49″ nord, 0° 24′ 47″ est                  | « PA24000051 »                                    | Inscription                                       | 2006                                              | Château de Pouthet |
| Pont médiéval du Bretou | Eymet                                          |                                                       | 44° 40′ 15″ nord, 0° 24′ 14″ est                  | « PA00135165 »                                    | Inscription                                       | 1995                                              | Pont médiéval du Bretou |
| Château d'Eymet, ou château de la Bastide | Eymet                                          |                                                       | 44° 40′ 06″ nord, 0° 23′ 49″ est                  | « PA00132928 »                                    | Inscription                                       | 1994                                              | Château d'Eymet, ou château de la Bastide |
| Dolmen d'Eylias | Eymet                                          |                                                       | 44° 41′ 22″ nord, 0° 23′ 43″ est                  | « PA00082530 »                                    | Inscription                                       | 1981                                              | Dolmen d'Eylias |
| Temple protestant installé dans la partie subsistante du château du Fleix | Le Fleix                                       |                                                       | 44° 52′ 24″ nord, 0° 14′ 46″ est                  | « PA00082559 »                                    | Inscription                                       | 1968                                              | Temple protestant installé dans la partie subsistante du château du Fleix |
| Château de La Force | La Force                                       |                                                       | 44° 51′ 59″ nord, 0° 22′ 30″ est                  | « PA00082562 »                                    | Classement                                        | 1932                                              | Château de La Force |
| Château de Gageac | Gageac-et-Rouillac                             |                                                       | 44° 47′ 58″ nord, 0° 20′ 35″ est                  | « PA00082563 »                                    | Inscription                                       | 1948                                              | Château de Gageac |
| Château de Saint-Germain | Gaugeac                                        |                                                       | 44° 39′ 38″ nord, 0° 51′ 48″ est                  | « PA00082564 »                                    | Inscription Classement                            | 1984 1984                                         | Château de Saint-Germain |
| Église Saint-Félicien | Issigeac                                       | place de la Mairie                                    | 44° 43′ 49″ nord, 0° 36′ 26″ est                  | « PA00082581 »                                    | Classement                                        | 2001                                              | Église Saint-Félicien |
| Ancienne prévôté | Issigeac                                       | Grande Rue                                            | 44° 43′ 47″ nord, 0° 36′ 19″ est                  | « PA00082584 »                                    | Inscription                                       | 1946                                              | Ancienne prévôté |
| Ancien palais des Évêques | Issigeac                                       | Place du Château                                      | 44° 43′ 51″ nord, 0° 36′ 25″ est                  | « PA00082583 »                                    | Inscription                                       | 1946                                              | Ancien palais des Évêques |
| Maison gothique | Issigeac                                       | 39 Grande Rue 2-4 rue de Cardenal                     | 44° 43′ 46″ nord, 0° 36′ 24″ est                  | « PA00082582 »                                    | Inscription                                       | 1946                                              | Maison gothique |
| Canal de Lalinde (aqueduc et pont-déversoir de la Tuilerie de Villeneuve) | Lalinde                                        |                                                       | 44° 50′ 40″ nord, 0° 46′ 47″ est                  | « PA24000005 »                                    | Inscription                                       | 1996                                              | Canal de Lalinde (aqueduc et pont-déversoir de la Tuilerie de Villeneuve) |
| Canal de Lalinde (écluse, y compris l'aqueduc et le canal de communication des biefs, le pont supérieur qui lui fait suite et le bassin de chargement avec sa cale de radoub)      | Lalinde                                        |                                                       | 44° 50′ 18″ nord, 0° 44′ 19″ est                  | « PA24000004 »                                    | Inscription                                       | 1996                                              | Canal de Lalinde (écluse, y compris l'aqueduc et le canal de communication des biefs, le pont supérieur qui lui fait suite et le bassin de chargement avec sa cale de radoub)      |
| Porte des fortifications dite Porte Romaine, ou Porte de Bergerac | Lalinde                                        |                                                       | 44° 50′ 10″ nord, 0° 44′ 11″ est                  | « PA00082600 »                                    | Inscription                                       | 1946                                              | Porte des fortifications dite Porte Romaine, ou Porte de Bergerac |
| Église Sainte-Colombe | Lalinde                                        |                                                       | 44° 52′ 26″ nord, 0° 44′ 13″ est                  | « PA00082599 »                                    | Classement                                        | 2002                                              | Église Sainte-Colombe |
| Château de la Rue | Lalinde                                        |                                                       | 44° 51′ 17″ nord, 0° 46′ 42″ est                  | « PA00082598 »                                    | Inscription                                       | 1948                                              | Château de la Rue |
| Château de Laffinoux ou château de la Finou | Lalinde                                        |                                                       | 44° 52′ 25″ nord, 0° 44′ 28″ est                  | « PA00082597 »                                    | Inscription                                       | 1948                                              | Château de Laffinoux ou château de la Finou |
| Château de Bellegarde | Lamonzie-Montastruc                            |                                                       | 44° 53′ 32″ nord, 0° 35′ 31″ est                  | « PA24000053 »                                    | Inscription                                       | 2006                                              | Château de Bellegarde |
| Église Notre-Dame de l'Assomption | Lamonzie-Montastruc                            |                                                       | 44° 53′ 45″ nord, 0° 35′ 36″ est                  | « PA00082602 »                                    | Inscription                                       | 1974                                              | Église Notre-Dame de l'Assomption |
| Château de Montastruc | Lamonzie-Montastruc                            |                                                       | 44° 53′ 49″ nord, 0° 35′ 24″ est                  | « PA00082601 »                                    | Inscription                                       | 2001                                              | Château de Montastruc |
| Château de Saint-Martin | Lamonzie-Saint-Martin                          |                                                       | 44° 50′ 48″ nord, 0° 21′ 20″ est                  | « PA00082603 »                                    | Inscription                                       | 1948 2012                                         | Château de Saint-Martin |
| Château de Lamothe, ou ancien château des Archevêques de Bordeaux | Lamothe-Montravel                              |                                                       | 44° 51′ 01″ nord, 0° 01′ 35″ est                  | « PA00082604 »                                    | Inscription                                       | 1948                                              | Château de Lamothe, ou ancien château des Archevêques de Bordeaux |
| Grange de Lanquais | Lanquais                                       |                                                       | 44° 49′ 13″ nord, 0° 40′ 24″ est                  | « PA00082607 »                                    | Inscription                                       | 1942                                              | Grange de Lanquais |
| Château de Laroque | Lanquais                                       |                                                       | 44° 49′ 39″ nord, 0° 40′ 13″ est                  | « PA00082606 »                                    | Inscription                                       | 1948                                              | Château de Laroque |
| Château de Lanquais | Lanquais                                       |                                                       | 44° 49′ 08″ nord, 0° 40′ 27″ est                  | « PA00082605 »                                    | Classement Inscription                            | 1942 2010                                         | Château de Lanquais |
| Château de Garraube | Liorac-sur-Louyre                              |                                                       | 44° 52′ 00″ nord, 0° 38′ 54″ est                  | « PA00083103 »                                    | Inscription                                       | 1992                                              | Château de Garraube |
| Église Saint-Martin | Liorac-sur-Louyre                              |                                                       | 44° 53′ 51″ nord, 0° 38′ 45″ est                  | « PA00082618 »                                    | Inscription Classement                            | 1971 1971                                         | Église Saint-Martin |
| Château de Genthial | Liorac-sur-Louyre                              |                                                       | 44° 53′ 17″ nord, 0° 39′ 41″ est                  | « PA00082617 »                                    | Inscription                                       | 1948                                              | Château de Genthial |
| Église Saint-Loup | Marsalès                                       |                                                       | 44° 41′ 52″ nord, 0° 53′ 02″ est                  | « PA00082637 »                                    | Inscription                                       | 1974                                              | Église Saint-Loup |
| Château de Marsalès | Marsalès                                       |                                                       | 44° 41′ 44″ nord, 0° 53′ 17″ est                  | « PA00082636 »                                    | Inscription                                       | 1976                                              | Château de Marsalès |
| Canal de Lalinde (écluse de Mauzac, y compris l'aqueduc d'alimentation du canal, le pont supérieur qui lui fait suite et les façades et toitures de la maison éclusière de Mauzac) | Mauzac-et-Grand-Castang                        |                                                       | 44° 51′ 45″ nord, 0° 47′ 58″ est                  | « PA24000006 »                                    | Inscription                                       | 1996                                              | Canal de Lalinde (écluse de Mauzac, y compris l'aqueduc d'alimentation du canal, le pont supérieur qui lui fait suite et les façades et toitures de la maison éclusière de Mauzac) |
| Manoir de Sautet | Molières                                       |                                                       | 44° 47′ 55″ nord, 0° 48′ 52″ est                  | « PA00082650 »                                    | Inscription                                       | 1972                                              | Manoir de Sautet |
| Maison du Bayle ou maison à arcades | Molières                                       |                                                       | 44° 48′ 39″ nord, 0° 49′ 28″ est                  | « PA00082649 »                                    | Classement                                        | 1920                                              | Maison du Bayle ou maison à arcades |
| Église Notre-Dame de la Nativité (ou église Saint-Jean) | Molières                                       |                                                       | 44° 48′ 36″ nord, 0° 49′ 27″ est                  | « PA00082648 »                                    | Inscription                                       | 2013                                              | Église Notre-Dame de la Nativité (ou église Saint-Jean) |
| Ruines du château de Molières | Molières                                       |                                                       | 44° 48′ 41″ nord, 0° 49′ 31″ est                  | « PA00082647 »                                    | Inscription                                       | 1948                                              | Ruines du château de Molières |
| Manoir de Fonvieille | Monbazillac                                    |                                                       | 44° 46′ 55″ nord, 0° 29′ 42″ est                  | « PA00082652 »                                    | Inscription                                       | 1948                                              | Manoir de Fonvieille |
| Château de Monbazillac | Monbazillac                                    |                                                       | 44° 47′ 48″ nord, 0° 29′ 39″ est                  | « PA00082651 »                                    | Classement                                        | 1941                                              | Château de Monbazillac |
| | Monpazier                                      | Voir liste des monuments historiques de Monpazier     | Voir liste des monuments historiques de Monpazier | Voir liste des monuments historiques de Monpazier | Voir liste des monuments historiques de Monpazier | Voir liste des monuments historiques de Monpazier | Voir liste des monuments historiques de Monpazier |
| Manoir de l'Aubespin | Monsaguel                                      |                                                       | 44° 44′ 09″ nord, 0° 33′ 43″ est                  | « PA24000073 »                                    | Inscription                                       | 2009                                              | Manoir de l'Aubespin |
| Villa gallo-romaine | Montcaret                                      |                                                       | 44° 51′ 30″ nord, 0° 03′ 49″ est                  | « PA00082687 »                                    | Classement                                        | 1926                                              | Villa gallo-romaine |
| Église Saint-Pierre-ès-Liens | Montcaret                                      |                                                       | 44° 51′ 33″ nord, 0° 06′ 23″ est                  | « PA00082686 »                                    | Classement                                        | 1913                                              | Église Saint-Pierre-ès-Liens |
| Halle couverte de Montferrand-du-Périgord | Montferrand-du-Périgord                        | place de l'Église                                     | 44° 45′ 01″ nord, 0° 51′ 58″ est                  | « PA00082690 »                                    | Inscription                                       | 1948                                              | Halle couverte de Montferrand-du-Périgord |
| Maison du XVIe siècle | Montferrand-du-Périgord                        |                                                       | 44° 44′ 57″ nord, 0° 51′ 57″ est                  | « PA00082691 »                                    | Inscription                                       | 1948                                              | Maison du XVIe siècle |
| Église Saint-Christophe | Montferrand-du-Périgord                        |                                                       | 44° 44′ 46″ nord, 0° 51′ 34″ est                  | « PA00082689 »                                    | Classement                                        | 2001                                              | Église Saint-Christophe |
| Château de Montferrand | Montferrand-du-Périgord                        |                                                       | 44° 44′ 57″ nord, 0° 51′ 56″ est                  | « PA00082688 »                                    | Inscription                                       | 2013                                              | Château de Montferrand |
| Église Saint-Pierre-ès-Liens | Montpeyroux                                    |                                                       | 44° 55′ 06″ nord, 0° 03′ 18″ est                  | « PA00082704 »                                    | Classement                                        | 1908                                              | Église Saint-Pierre-ès-Liens |
| Château de Matecoulon | Montpeyroux                                    |                                                       | 44° 55′ 06″ nord, 0° 03′ 20″ est                  | « PA00082703 »                                    | Inscription Classement                            | 2003 1972                                         | Château de Matecoulon |
| Canal de Lalinde (groupe des écluses, y compris le bassin de croisement, ponts supérieur et inférieur, façades et toitures des maisons éclusières aval et amont)                   | Mouleydier                                     | Tuilières                                             | 44° 50′ 49″ nord, 0° 37′ 55″ est                  | « PA24000007 »                                    | Inscription                                       | 1996                                              | Canal de Lalinde (groupe des écluses, y compris le bassin de croisement, ponts supérieur et inférieur, façades et toitures des maisons éclusières aval et amont)                   |
| Allée couverte du Blanc | Nojals-et-Clotte (Beaumontois en Périgord)     |                                                       | 44° 44′ 21″ nord, 0° 45′ 12″ est                  | « PA00082713 »                                    | Classement                                        | 1971                                              | Allée couverte du Blanc |
| Chapelle Saint-Mayme de Pomport | Pomport                                        |                                                       | 44° 48′ 16″ nord, 0° 25′ 45″ est                  | « PA00082768 »                                    | Inscription                                       | 1974                                              | Chapelle Saint-Mayme de Pomport |
| Mosaïques gallo-romaines | Port-Sainte-Foy-et-Ponchapt                    | Le Canet                                              | 44° 49′ 36″ nord, 0° 11′ 25″ est                  | « PA00082770 »                                    | Classement                                        | 1926                                              | Image manquante Téléverser |
| Château du Fauga, ou château de Fauga | Port-Sainte-Foy-et-Ponchapt                    |                                                       | 44° 51′ 32″ nord, 0° 14′ 08″ est                  | « PA00083077 »                                    | Inscription                                       | 1989                                              | Château du Fauga, ou château de Fauga |
| Église Notre-Dame-de-la-Nativité | Pressignac-Vicq                                |                                                       | 44° 53′ 43″ nord, 0° 43′ 17″ est                  | « PA00082773 »                                    | Inscription                                       | 1948                                              | Église Notre-Dame-de-la-Nativité |
| Église Saint-Sauveur de Vicq | Pressignac-Vicq                                | Vicq                                                  | 44° 53′ 54″ nord, 0° 44′ 44″ est                  | « PA24000095 »                                    | Inscription                                       | 2017                                              | Image manquante Téléverser |
| Dolmen la Peyrelevade | Rampieux                                       | près de Beaumont                                      | 44° 43′ 22″ nord, 0° 48′ 37″ est                  | « PA00082779 »                                    | Classement                                        | 1889                                              | Dolmen la Peyrelevade |
| Château de Bridoire et son domaine | Ribagnac                                       |                                                       | 44° 46′ 05″ nord, 0° 27′ 32″ est                  | « PA00083078 »                                    | Classement Inscription                            | 1992 2013                                         | Château de Bridoire et son domaine |
| Domaine du château de Bridoire (promenade de la Gardonnette) | Rouffignac-de-Sigoulès                         |                                                       | 44° 46′ 08″ nord, 0° 27′ 32″ est                  | « PA00083078 »                                    | Inscription                                       | 2013                                              | Domaine du château de Bridoire(promenade de la Gardonnette) |
| Église Sainte-Anne de Sadillac | Sadillac                                       |                                                       | 44° 44′ 02″ nord, 0° 29′ 03″ est                  | « PA00082790 »                                    | Inscription                                       | 1948                                              | Église Sainte-Anne de Sadillac |
| Église Saint-Avit | Saint-Avit-Rivière                             |                                                       | 44° 45′ 08″ nord, 0° 53′ 00″ est                  | « PA00082808 »                                    | Inscription                                       | 1970                                              | Église Saint-Avit |
| Gisement préhistorique de Saint-Avit-Sénieur (Combe-Capelle) | Saint-Avit-Sénieur                             |                                                       | 44° 45′ 11″ nord, 0° 51′ 00″ est                  | « PA00082810 »                                    | Classement                                        | 1946                                              | Image manquante Téléverser |
| Ancienne abbaye de Saint-Avit-Sénieur | Saint-Avit-Sénieur                             |                                                       | 44° 46′ 28″ nord, 0° 48′ 59″ est                  | « PA00082809 »                                    | Classement                                        | 1862                                              | Ancienne abbaye de Saint-Avit-Sénieur |
| Église Saint-Caprais | Saint-Capraise-d'Eymet                         |                                                       | 44° 42′ 32″ nord, 0° 30′ 14″ est                  | « PA00082811 »                                    | Inscription                                       | 1948                                              | Église Saint-Caprais |
| Canal de Lalinde (bassin de stationnement, y compris sa cale pavée) | Saint-Capraise-de-Lalinde                      |                                                       | 44° 50′ 33″ nord, 0° 38′ 56″ est                  | « PA24000010 »                                    | Inscription                                       | 1996                                              | Canal de Lalinde (bassin de stationnement, y compris sa cale pavée) |
| Canal de Lalinde (bassin de radoub, y compris son gril) | Saint-Capraise-de-Lalinde                      | Tuilières                                             | 44° 50′ 48″ nord, 0° 38′ 04″ est                  | « PA24000009 »                                    | Inscription                                       | 1996                                              | Canal de Lalinde (bassin de radoub, y compris son gril) |
| Canal de Lalinde (pont-canal et murs d'encaissement qui lui font suite) | Saint-Capraise-de-Lalinde                      |                                                       | 44° 50′ 30″ nord, 0° 39′ 10″ est                  | « PA24000008 »                                    | Inscription                                       | 1996                                              | Canal de Lalinde (pont-canal et murs d'encaissement qui lui font suite) |
| Église Saint-Marcory | Saint-Marcory                                  |                                                       | 44° 43′ 26″ nord, 0° 55′ 54″ est                  | « PA00082865 »                                    | Inscription                                       | 1974                                              | Église Saint-Marcory |
| Église Saint-Martin | Saint-Martin-de-Gurson                         |                                                       | 44° 57′ 07″ nord, 0° 06′ 28″ est                  | « PA00082871 »                                    | Classement                                        | 1912                                              | Église Saint-Martin |
| Église Saint-Michel | Saint-Michel-de-Montaigne                      |                                                       | 44° 52′ 26″ nord, 0° 01′ 49″ est                  | « PA00082877 »                                    | Classement                                        | 1970                                              | Église Saint-Michel |
| Château de Montaigne | Saint-Michel-de-Montaigne                      |                                                       | 44° 52′ 41″ nord, 0° 01′ 48″ est                  | « PA00082876 »                                    | Inscription Classement                            | 2009 1952                                         | Château de Montaigne |
| Église Saint-Médard | Saint-Méard-de-Gurçon                          |                                                       | 44° 54′ 31″ nord, 0° 10′ 56″ est                  | « PA00082873 »                                    | Inscription                                       | 1974                                              | Église Saint-Médard |
| Église Saint-Jean-Baptiste | Saint-Nexans                                   |                                                       | 44° 48′ 15″ nord, 0° 32′ 53″ est                  | « PA00082881 »                                    | Inscription                                       | 1963                                              | Église Saint-Jean-Baptiste |
| Église Saint-Romain | Saint-Romain-de-Monpazier                      |                                                       | 44° 43′ 06″ nord, 0° 52′ 13″ est                  | « PA00082899 »                                    | Inscription                                       | 1974                                              | Église Saint-Romain |
| Château de Grateloup | Saint-Sauveur                                  |                                                       | 44° 52′ 55″ nord, 0° 33′ 32″ est                  | « PA24000018 »                                    | Inscription                                       | 1997                                              | Château de Grateloup |
| Château de Prats | Saint-Seurin-de-Prats                          |                                                       | 44° 49′ 34″ nord, 0° 03′ 53″ est                  | « PA00082900 »                                    | Inscription                                       | 1963                                              | Château de Prats |
| Maison du Prieur de Sainte-Croix | Sainte-Croix                                   |                                                       | 44° 44′ 23″ nord, 0° 49′ 52″ est                  | « PA00082821 »                                    | Classement                                        | 1997                                              | Maison du Prieur de Sainte-Croix |
| Église Sainte-Croix | Sainte-Croix                                   |                                                       | 44° 44′ 24″ nord, 0° 49′ 53″ est                  | « PA00082820 »                                    | Classement                                        | 1886                                              | Église Sainte-Croix |
| Château de Sainte-Croix | Sainte-Croix                                   |                                                       | 44° 44′ 20″ nord, 0° 49′ 46″ est                  | « PA00082819 »                                    | Inscription                                       | 1948                                              | Château de Sainte-Croix |
| Ruines du château de Longas | Sainte-Foy-de-Longas                           |                                                       | 44° 56′ 01″ nord, 0° 45′ 42″ est                  | « PA00082830 »                                    | Inscription                                       | 1948                                              | Ruines du château de Longas |
| Église Sainte-Innocence (clocher et porche) | Sainte-Innocence                               |                                                       | 44° 43′ 28″ nord, 0° 24′ 37″ est                  | « PA00082843 »                                    | Inscription                                       | 1948                                              | Église Sainte-Innocence(clocher et porche) |
| Maison à empilage de planches des Jouandis | Sainte-Sabine-Born (Beaumontois en Périgord)   | Les Jouandis                                          | 44° 40′ 47″ nord, 0° 42′ 44″ est                  | « PA00083082 »                                    | Classement                                        | 1996                                              | Maison à empilage de planches des Jouandis |
| Maison à empilage de poutres de Saint-Germain | Sainte-Sabine-Born (Beaumontois en Périgord)   |                                                       | 44° 41′ 29″ nord, 0° 44′ 01″ est                  | « PA00083081 »                                    | Classement                                        | 1997                                              | Maison à empilage de poutres de Saint-Germain |
| Église Saint-Michel de Lestignac et cimetière | Sigoulès                                       | Lestignac                                             | 44° 46′ 05″ nord, 0° 23′ 22″ est                  | « PA00083003 »                                    | Inscription                                       | 1988                                              | Église Saint-Michel de Lestignac et cimetière |
| Domaine du château de Bridoire (promenade de la Gardonnette) | Singleyrac                                     |                                                       | 44° 46′ 01″ nord, 0° 27′ 20″ est                  | « PA00083078 »                                    | Inscription                                       | 2013                                              | Domaine du château de Bridoire(promenade de la Gardonnette) |
| Château de Puyguilhem | Thénac                                         | Puyguilhem                                            | 44° 43′ 57″ nord, 0° 21′ 10″ est                  | « PA00083017 »                                    | Inscription                                       | 1927                                              | Château de Puyguilhem |
| Prieuré de Monbos | Thénac                                         |                                                       | 44° 44′ 37″ nord, 0° 23′ 11″ est                  | « PA00083016 »                                    | Inscription                                       | 1947                                              | Prieuré de Monbos |
| Église Saint-Nicolas | Trémolat                                       |                                                       | 44° 52′ 33″ nord, 0° 49′ 52″ est                  | « PA00083030 »                                    | Classement                                        | 1913                                              | Église Saint-Nicolas |
| Ancienne église Saint-Hilaire | Trémolat                                       |                                                       | 44° 52′ 29″ nord, 0° 49′ 43″ est                  | « PA00083029 »                                    | Inscription                                       | 2010                                              | Ancienne église Saint-Hilaire |
| Château de la Poujade | Urval                                          |                                                       | 44° 49′ 11″ nord, 0° 56′ 42″ est                  | « PA24000041 »                                    | Inscription                                       | 2003                                              | Image manquante Téléverser |
| Domaine du château de la Bourlie | Urval                                          |                                                       | 44° 48′ 05″ nord, 0° 56′ 58″ est                  | « PA00082416 »                                    | Inscription                                       | 2005                                              | Domaine du château de la Bourlie |
| Four à pain dépendant de l'ancien presbytère d'Urval | Urval                                          |                                                       | 44° 48′ 47″ nord, 0° 56′ 48″ est                  | « PA00082420 »                                    | Inscription                                       | 1941                                              | Four à pain dépendant de l'ancien presbytère d'Urval |
| Église Notre-Dame de la Nativité | Urval                                          |                                                       | 44° 48′ 47″ nord, 0° 56′ 49″ est                  | « PA00082419 »                                    | Inscription                                       | 1926                                              | Église Notre-Dame de la Nativité |
| Église Saint-Martin | Vélines                                        |                                                       | 44° 51′ 33″ nord, 0° 06′ 23″ est                  | « PA00083052 »                                    | Inscription                                       | 1988                                              | Église Saint-Martin |
| Château de la Raye | Vélines                                        |                                                       | 44° 51′ 39″ nord, 0° 07′ 32″ est                  | « PA00083051 »                                    | Inscription                                       | 1974                                              | Image manquante Téléverser |
| Chartreuse de Montbrun | Verdon                                         |                                                       | 44° 49′ 30″ nord, 0° 38′ 24″ est                  | « PA00083054 »                                    | Inscription                                       | 1948                                              | Chartreuse de Montbrun |
| Mairie de Villefranche-de-Lonchat | Villefranche-de-Lonchat                        |                                                       | 44° 56′ 53″ nord, 0° 03′ 28″ est                  | « PA24000036 »                                    | Inscrit                                           | 2002 2015                                         | Mairie de Villefranche-de-Lonchat |
| Église Notre-Dame-de-l'Assomption | Villefranche-de-Lonchat                        |                                                       | 44° 56′ 55″ nord, 0° 03′ 10″ est                  | « PA00083068 »                                    | Inscription                                       | 1948                                              | Église Notre-Dame-de-l'Assomption |

## Anciens monuments historiques
| Monument                                                   | Commune               | Adresse                | Coordonnées                      | Notice         | Protection                                                                                          | Date | Illustration                                               |
| ---------------------------------------------------------- | --------------------- | ---------------------- | -------------------------------- | -------------- | --------------------------------------------------------------------------------------------------- | ---- | ---------------------------------------------------------- |
| Cabanes en pierre sèche nos 24 et 25, situées en vis-à-vis | Badefols-sur-Dordogne | Coudounier             | 44° 50′ 04″ nord, 0° 47′ 16″ est | « PA00083087 » | Inscription annulée par jugement du tribunal administratif de Bordeaux en date du 15 décembre 1994. | 1991 | Cabanes en pierre sèche nos 24 et 25, situées en vis-à-vis |
| Cabane en pierre sèche n°27                                | Badefols-sur-Dordogne | Coudounier             | 44° 50′ 02″ nord, 0° 47′ 02″ est | « PA00083086 » | Inscription annulée par jugement du tribunal administratif de Bordeaux en date du 15 décembre 1994. | 1991 | Cabane en pierre sèche n°27                                |
| Cabane en pierre sèche no 34                               | Badefols-sur-Dordogne | La Fontaine de Viralet | 44° 50′ 32″ nord, 0° 48′ 39″ est | « PA00083084 » | Inscription annulée par jugement du tribunal administratif de Bordeaux en date du 15 décembre 1994. | 1991 | Cabane en pierre sèche no 34                               |
| Cabane en pierre sèche no 30                               | Badefols-sur-Dordogne | Villeneuve             | 44° 50′ 14″ nord, 0° 46′ 58″ est | « PA00083085 » | Inscription annulée par jugement du tribunal administratif de Bordeaux en date du 15 décembre 1994. | 1991 | Cabane en pierre sèche no 30                               |
| Pigeonnier de la Garenne                                   | Eymet                 |                        | 44° 41′ 01″ nord, 0° 21′ 34″ est | « PA00082531 » | Inscription abrogée par arrêté du 7 décembre 2009.                                                  | 1974 | Image manquante Téléverser                                 |